# هانس شميت
هانس شميت (بالألمانية: Hans Schmidt)‏ (23 ديسمبر 1893 فورث ألمانيا - 31 يناير 1971 فورث ألمانيا) هو لاعب كرة قدم ألماني سابق كان يلعب كلاعب وسط.

## روابط خارجية
- هانس شميت على موقع قاعدة بيانات كرة القدم.إي يو (الإنجليزية)
- هانس شميت على موقع بيانات كرة القدم. دي إي (الألمانية)
- هانس شميت على موقع ناشيونال فوتبول تيمز (الإنجليزية)
- هانس شميت على موقع عالم كرة القدم.نت (الإنجليزية)